# Gornji Katun
Gornji Katun (em cirílico: Горњи Катун) é uma vila da Sérvia localizada no município de Varvarin, pertencente ao distrito de Rasina, na região de Šumadija, Temnić. A sua população era de 1353 habitantes segundo o censo de 2011.

## Demografia
| 1948 | 1953 | 1961 | 1971 | 1981 | 1991 | 2002 | 2011 |
| ---- | ---- | ---- | ---- | ---- | ---- | ---- | ---- |
| 1767 | 1781 | 1743 | 1808 | 1773 | 1642 | 1468 | 1353 |